# Jorge Fernández Hernández
Jorge Y. Fernández Hernández (ur. 2 października 1987 w Matanzas) – kubański lekkoatleta, dyskobol.

## Osiągnięcia
| Rok  | Impreza                                  | Miejsce        | Lokata            | Wynik |
| ---- | ---------------------------------------- | -------------- | ----------------- | ----- |
| 2005 | Mistrzostwa panamerykańskie juniorów     | Windsor        | 2. miejsce        | 57,87 |
| 2006 | Mistrzostwa świata juniorów              | Pekin          | 5. miejsce        | 59,55 |
| 2008 | Mistrzostwa Ameryki Środkowej i Karaibów | Cali           | 1. miejsce        | 58,60 |
| 2008 | Igrzyska olimpijskie                     | Pekin          | el. – 27. miejsce | 59,60 |
| 2009 | Mistrzostwa Ameryki Środkowej i Karaibów | Hawana         | 1. miejsce        | 61,79 |
| 2010 | Puchar interkontynentalny                | Split          | 6. miejsce        | 61,18 |
| 2011 | Mistrzostwa świata                       | Daegu          | 8. miejsce        | 63,54 |
| 2011 | Igrzyska panamerykańskie                 | Guadalajara    | 1. miejsce        | 65,58 |
| 2012 | Igrzyska olimpijskie                     | Londyn         | 11. miejsce       | 62,02 |
| 2013 | Mistrzostwa świata                       | Moskwa         | 10. miejsce       | 62,88 |
| 2014 | Puchar interkontynentalny                | Marrakesz      | 2. miejsce        | 62,97 |
| 2014 | Igrzyska Ameryki Środkowej i Karaibów    | Xalapa         | 1. miejsce        | 63,17 |
| 2015 | Igrzyska panamerykańskie                 | Toronto        | 5. miejsce        | 62,04 |
| 2016 | Igrzyska olimpijskie                     | Rio de Janeiro | el. – 22. miejsce | 60,43 |
| 2019 | Mistrzostwa świata                       | Doha           | el. – 26. miejsce | 60,60 |

## Rzut dyskiem
- rzut dyskiem – 66,50 m (2014)